# Александър Каракачанов
Александър Панайотов Каракачанов е български политик от Зелената партия. Той е кмет на София през 1990 – 1991 година.

## Биография

### Ранни години
Александър Каракачанов е роден на 11 септември 1960 г. в София в семейството на Панайот Каракачанов, комунистически функционер, партизанин и генерал, който до 1959 година заема висши постове в Министерството на вътрешните работи и Българската народна армия. Завършва средно образование в Москва и философия в Софийския университет.
Между 1985 и 1988 г. е аспирант по Програмата за изучаване на човешкия мозък, а впоследствие и научен сътрудник. Докторската му дисертация е на тема „Интегративен подход към човека като био-психо-социално същество (диалектика на биологично, социално и психично)“. Работи в Института по философия към Българската академия на науките, а след това в Националния център за изучаване на общественото мнение.

### Политическа кариера
Още при комунистическия режим Александър Каракачанов е избиран за член на Столичния народен съвет. По това време се включва активно във формиращите се опозиционни на режима групи – съучредител е на Комитета за защита на Русе, един от основателите на Клуба за гласност и преустройство, учредител и секретар на „Екогласност“, създадена в неговия апартамент на 11 април 1989 г.
На 28 декември 1989 година по инициатива на Каракачанов е основана Зелената партия, която става част от основното обединение на опозицията – Съюза на демократичните сили (СДС), а той става член на ръководството на СДС. Участва в кръглата маса (3 януари – 15 май 1990) и е избран за депутат от СДС в Седмото велико народно събрание.
След като последният комунистически кмет на София Стефан Нинов е принуден да се оттегли през юли 1990 година под натиска на СДС, на 17 октомври 1990 година за председател на Столичния народен съвет е избран Александър Каракачанов, който заема този пост до провеждането на първите местни избори след падането на режима през октомври 1991 година. В същото време той остава народен представител и подписва Конституцията от 1991 г.
Каракачанов ръководи Столичната община в разгара на финансовата криза от края на комунистическия режим и месеци след фалита на България по нейния външен дълг, когато общината е принудена да въведе купонна система за разпределение на основни продукти. Предприети са стъпки за декомунизация, като на редица софийски улици, булеварди и площади се възвръщат предишните или се дават нови имена. Общината провежда първите открити търгове за продажба на недвижима собственост.
Съосновател на СДС-Либерали, с които губи изборите през 1991 г. През 1993 г. завършва макроикономика в УНСС. Женен, с две деца.
Представител в XXXVIII народно събрание (1997 – 2001 г.) от листата на Зелената партия в Коалиция ОНС. Съпредседател на ОНС. Член на Комисията по икономическа политика, член на Комисията по опазване на околната среда.

### След 2001 година
Преподавател в Софийския университет и доцент в УниБИТ.
Каракачанов остава председател на Зелената партия до 2009 година, след което е неин секретар и говорител.
Автор на монографията „Човек и съзнание“ (2011 г.) Научните му интереси са в областта на социологически, политологически и икономически проблеми на прехода; устойчиво социално и икономическо развитие; методология, практика и анализ на социологическите проучвания; методология на психологията и когнитивната наука; философия на съзнанието.